# Altair (forskningsfartyg)

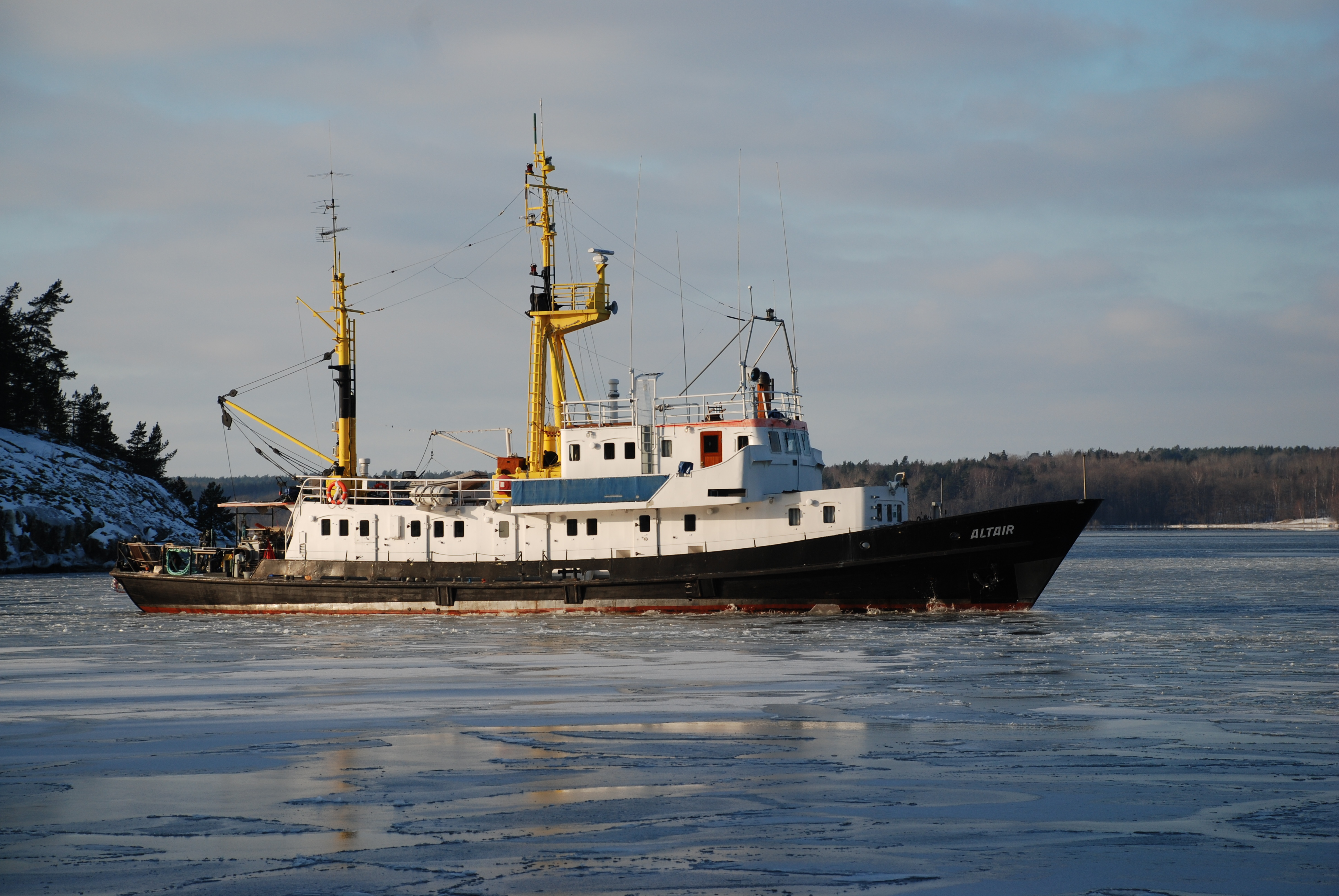
M/V Altair på väg från Sandhamn en solig vårdag.

Altair var ett forskningsfartyg som byggdes i Travemünde 1962 för det tyska hydrografiska institutet DHI i Hamburg. Skrovet byggdes i sapelimahogny, däcket i teak och överbyggnaden i lättmetall. Fartygets konstruktion var avsedd att inte minska ekona från botten. Det byggdes mycket grundgående och mycket omagnetiskt för att undersöka tyska kusten efter vrak och minor från andra världskriget. Samtidigt byggdes systerfartyget VEGA, senare omdöpt till DENEB. 
Altair såldes 1987 till Bengt Grisell som var ägare och befälhavare på fartyget under 17 år tillsammans med Lorelei Randall-Grisell. Grisell var verksam som forskningsingenjör vid Kungliga tekniska högskolan, under vars flagg verksamheten kom att bedrivas. Under tiden som KTH-flaggat fartyg deltog hon bland annat i minsökning och sanering i tidigare sovjetiska områden och i marinhistoriska undersökningar. Grisell, som tidigare samarbetat med Anders Franzén som fann regalskeppet Vasa, ledde bland annat den framgångsrika eftersökningen 1988 av vraket efter S/S Hansa som sänktes 1944.
Altair såldes 2003 efter det att KTH avvecklat verksamheten, och blev sedan ett kommersiellt fartyg i privat ägo. Köpare var läkaren och entreprenören Pia von Vultée via vårdbolaget Doktorn & Co. Fartyget totalrenoverades och fungerade i perioder som privatbostad. Det var i många år förtöjt vid Slussen men flyttades till Norra Hammarbyhamnen i samband med förberedelsearbetena för Projekt Slussen.
Altair sjönk den 13 september 2015 utanför Faludden på södra Gotland vid färd från Stockholm mot Klaipėda, Litauen, där hon skulle läggas upp på varv för reparationsarbeten. Fartyget larmade vid 09.30-tiden den 12 september Sjöräddningen om att de tog in vatten. De fem personerna ombord evakuerades av Sjöräddningssällskapet.